# 阿道夫·基弗
阿道夫·古斯塔夫·基弗（英語：Adolph Gustav Kiefer，1918年6月27日—2017年5月5日），美国男子游泳运动员。他曾代表美国参加1936年夏季奥林匹克运动会游泳比赛，获得男子100米仰泳金牌。